# Losanleihe
Losanleihen (auch Prämienanleihen oder Restanten; englisch callable bonds, lottery bonds) sind Anleihen, bei denen statt oder neben einem Anleihezins eine Prämie aus einer Lotterie gezahlt wird. Das Wort Restant kommt aus dem Englischen und bedeutet verbleibend.

## Allgemeines
Die Anleihebedingungen sehen Zahl und Höhe der gestaffelten Prämie im Verlosungsplan vor, auch eine Serienauslosung ist möglich. Die Lotterie wird somit eigens für die Losanleihe organisiert. Fehlt eine Zinszahlung völlig, heißt die Anleihe Losanleihe, werden zusätzlich auch Zinsen gezahlt, nennt man sie Prämienanleihe. Wird eine Prämie zusätzlich zum Nominalzins gezahlt, ist dieser niedriger als das allgemeine Zinsniveau für Anleihen.
Losanleihen kommen heute lediglich noch im Vereinigten Königreich, Schweden und den USA vor, und zwar als „Lottery bonds“ und „Premium bonds“.

## Geschichte
Die Emission von Losanleihen lässt sich in England und Frankreich bis in das 17. Jahrhundert zurückverfolgen, wobei sie in den meisten Ländern ausschließlich als Staatsanleihen vorbehalten blieben. Über erste Losanleihen wurde im April 1820 in Österreich berichtet, als auf Vorschlag Salomon Rothschilds eine Losanleihe auf ungewöhnlich große Nachfrage stieß. Im Jahre 1867 gab es Berichte über eine Brüsseler Losanleihe, 1868 kam eine Madrider Losanleihe heraus. In der ehemaligen Sowjetunion waren fast alle Staatsanleihen als Losanleihen ausgestattet. Einerseits wurde hierdurch der Charakter einer Zwangsanleihe durch versprochene Gewinnchancen gemildert, andererseits erschien die faktische Stundung der Tilgung nicht so offensichtlich. In Deutschland bestimmte im Juni 1871 ein Reichsgesetz, dass Losanleihen nur durch das Deutsche Reich und die Bundesstaaten emittiert werden durften. Einzig die Sparprämienanleihe von 1919 kam in der Folge des Gesetzes auf den Markt. Sie konnte nicht untergebracht werden, da das Reich beim Publikum seine Kreditwürdigkeit verloren hatte.
Als in Frankreich 1894 Ferdinand de Lesseps für den Bau des Panamakanals eine Finanzierung suchte, legte das Bankhaus Jacques de Reinach eine Losanleihe auf. Im Mai 1935 emittierte die Stadt Paris eine Losanleihe. Der staatliche italienische Istituto per la Ricostruzione Industriale brachte 1964 eine Losanleihe mit einer Prämienauslosung von PKWs auf den Markt. Die erste deutsche Losanleihe nach dem Krieg wurde im März 1951 als „Prämienschatzanweisung“ emittiert – die erste und letzte dieser Art.

## Finanzmathematik
Bei Losanleihen werden die Prämien als Agio in der Annuität berücksichtigt und nicht den einzelnen Stücken (Losen) im festen Verhältnis der Nominalwerte zugerechnet, sondern im  als Prämie ausgelost. Stücke, auf die keine Prämie entfällt („Nieten“), werden zum Nominalwert getilgt. Die Kursentwicklung ist vorwiegend von den Lotteriechancen abhängig, die sich aus der Division der noch nicht gezogenen Treffer durch die Zahl der ausstehenden Anleihestücke ergibt. Durch die Ungewissheit, wann Losanleihen fällig werden, zeigt sich eine höhere Volatilität als bei Standardanleihen.

## Abgrenzung
Nicht zu verwechseln sind Losanleihen mit Auslosungsanleihen, bei denen keine einheitliche Fälligkeit besteht, sondern die durch Auslosung bestimmter Tranchen zurückgezahlt werden.